# Bernard Le Coq

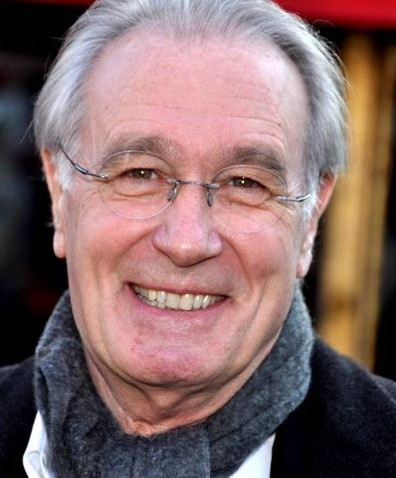
Bernard Le Coq (2012)

Bernard Le Coq (* 25. September 1950 in Le Blanc) ist ein französischer Schauspieler.
Bereits in Michel Boisronds La Leçon particulière spielte Bernard Le Coq als Jean-Pierre eine Hauptrolle. Es folgten Nebenrollen, so neben Michel Galabru in Honte de la famille, neben Gérard Barray in Béru und diese Damen und an der Seite von Michel Serrault in Édouard Molinaros La Liberté en groupe. Bekannt wird Le Coq mit Serge Korbers Familiendrama Kerzenlicht, in dem er 1972 neben Annie Girardot, Claude Jade und Jean Rochefort den verständnislosen Sohn eines getrennten Paares spielt und seine Mutter (Girardot) in den Tod treibt. Anschließend verkörperte er den Michel in Claude Sautets César und Rosalie und spielte neben Simone Signoret und Alain Delon im Simenon-Krimi Die Löwin und ihr Jäger. Weitere wichtige Rollen: Philippe Noirets Schwiegersohn in Auch Mörder haben schöne Träume (1980) und der Theo in Maurice Pialats Van Gogh (1991), für den er eine César-Nominierung erhielt. Er gewann den Preis 2003 für seine Darstellung in dem Film Claire – Se souvenir des belles choses.

## Filmografie (Auswahl)
- 1967: Balduin, der Ferienschreck (Les grandes vacances)
- 1972: Kerzenlicht (Les Feux de la chandeleur)
- 1972: César und Rosalie (César et Rosalie)
- 1973: Die Löwin und ihr Jäger (Les granges brûlées)
- 1973: Le concierge
- 1974: Eine Ehe (Mariage)
- 1975: Eine Leiche geht auf Achse (Vous ne l’emporterez au paradis)
- 1979: Ein verzwickter Montag (Lundi)
- 1979: Die Waffe des Teufels (Le Toubib)
- 1979: Allein zu zweit (À nous deux)
- 1980: Killer stellen sich nicht vor (Trois hommes à abattre)
- 1982: Das Todesfoto (Photo souvenir)
- 1991: Van Gogh
- 1993: Amok (Amok)
- 1993: Frauen denken nur an eines (Elles ne pensent qu’à ça)
- 1994: Revanche in Rio (Vengeances)
- 1995: Meine unbekannte Frau (Les hommes et les femmes sont faits pour vivre heureux)
- 1996: Hauptmann Conan und die Wölfe des Krieges (Capitaine Conan)
- 1996: Mein Mann – Für deine Liebe mach’ ich alles (Mon homme)
- 1997: Hinterhofträume (Cité des alouettes)
- 1998: Schule des Begehrens (L’école de la chair)
- 2000: Die späte Wahrheit (Memoires en fuite)
- 2001: Claire – Se souvenir des belles choses (Se souvenir des belles choses)
- 2002: Dem Paradies ganz nah (Au plus près du paradis)
- 2002: Die Blume des Bösen (La fleur du mal)
- 2002: Ein Kind unserer Zeit (Un fils de notre temps)
- 2004: Die Brautjungfer (La demoiselle d’honneur)
- 2005: Black Box (La boîte noire)
- 2005: Caché
- 2005: Es lebe die Bombe! (Vive la bombe)
- 2005: Merry Christmas
- 2006: L’année suivante
- 2011: Die Zeit der Stille (Le temps du silence)
- 2012: Le Capital
- 2018: Ein unvergesslicher Sommer (La fin de l’été)
- 2018: Wo ist Albert? (J’ai perdu Albert)
- 2018: Der Palast des Postboten (L’incroyable histoire du facteur Cheval)
- 2022: Silver Rockers (Chœur de rockers)
- 2023: Everything is Fine (Tout va bien, Fernsehserie)